# Akkale

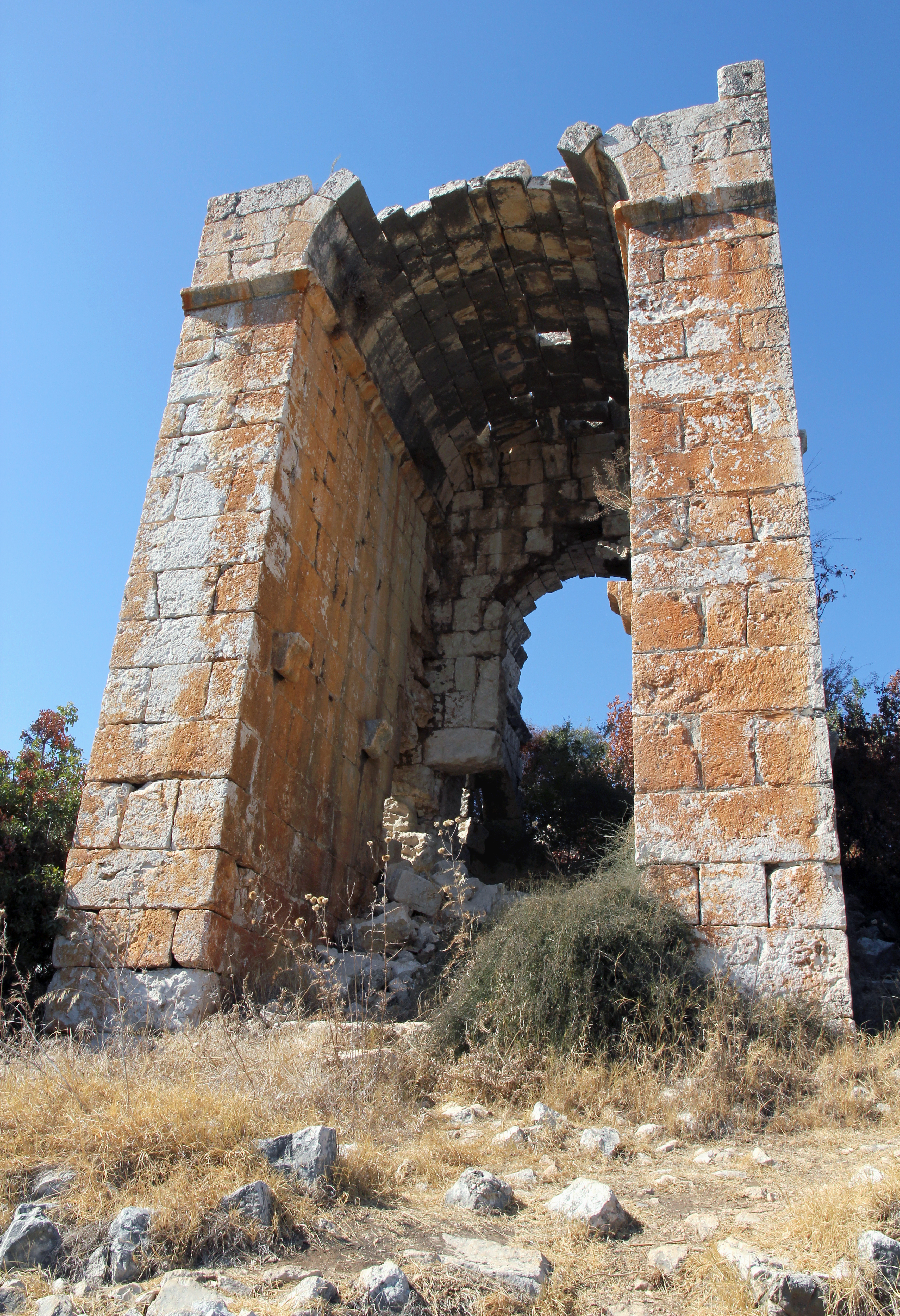
Jižní část bývalé hlavní budovy.

Akkale (v češtině doslova Bílá pevnost) je populární (nehistorické) pojmenování pozůstatků staveb na jižním (středomořském) pobřeží Turecka, nedaleko města Erdemli a vesnice Kumkuyu. Jednalo se nejspíše o osadu, kterou využívali námořníci v době pozdní antiky a raného středověku pro doplňování zásob.

## Poloha a popis
Areál se nachází jihozápadně od vesnice Kumkuyu, 14 km od Erdelmi a 51 km od Mersinu. Sedm kilometrů od této lokality leží pozůstatky jiného římského města, a to Elaiussa Sebaste. Leží několik set metrů od pobřežní silnice č. D 400 na pahorku o nadmořské výšce přibližně 250 m. Obklopují jej široké lesy.
Přiléhá k ní přirozený přístav. Východně od pozůstatků různých staveb leží také věžový vodojem.
Přestože název odkazuje na pevnost, jedná se o pozůstatky osady, nikoliv opevňovací stavby.
Celý areál rozvalin tvoří pozůstatky hlavní budov, která kdysi měla pět pater, dále velké cisterny a několika dalších menších staveb. Velká budova bývá tradičně označována jako palác (palác Bílé pevnosti, turecky Akkale sarayı). Budova měla točité schodiště, balkon (jehož existenci dokládají římsy a nejspíše sloužila nějakému římskému správci. Předpokládá se, že malá budova byla pokladnou, kde mohly být v suterénu uloženy dokumenty. Cisterna je jednou z největších svého druhu v Kilikii s objemem přes 17 000 metrů krychlových. Nacházely se zde také lázně. Pozůstatek obdélníkové budovy s kopulí bývá považována buď za kostel, nebo za mauzoleum. Vznikla z opracovaných kvádrů.

## Historie
Původní název staveb není znám. Jednalo se však o přístavní komple, který vznikl v době existence Římské říše a byl postaven ve 4. století. Podle tureckého archeologa Semaviho Eyice však může jít o hlavní budovu paláce Archelaa Kappadockého, který žil v 1. století a byl známý tím, že trávil léto v Kilikii. Část budov celého komplexu byla opravena době byzantské, pravděpodobně po velkých zemětřeseních v 6. století.
Areál během staletí zanikl. Ibn Chordabech se již v 9. století ve svém cestopisu zmínil o místě s názvem Iskandarīya, které leželo 4 míle od Elauisse Sebaste, a které již tehdy bylo v ruinách. Mohlo by se jednat o Akkale. Turecký cestovatel Evliya Çelebi poskytl svědectví ve svém cestopisu o řadě opuštěných měst a ruin v tomto regionu, nicméně žádný z nich ani názvem ani popisem neodkazuje na toto místo.
Prvním cizincem ze západních zemí, který toto místo navštívil, byl britský kapitán Francis Beaufort, který v letech 1811-1812 prozkoumával z pověření britské admirality pobřeží Kilikie. Popsal přístav, cisterny a budovy Akkale. Léon de Laborde navštívil Akkale v roce 1826, které považoval za klášter. V roce 1859 označil německý geograf Carl Ritter komplex Akkale za "prazvláštní komplex". Pjotr Alexandrovič Čichačov a Victor Langlois se o zřícenině zmiňují jen krátce. V roce 1906 navštívila místo Gertruda Bellová, která si prohlédla zejména stavbu považovanou za kostel a pořídila i její první fotografie. Během průzkumových prací zde byla nalezena hlava sochy z roku 160 doplňovaná listy vinné révy.